# Стащенюк Олександр Сергійович
Олександр Сергійович Стащенюк (біл. Аляксандр Сяргеевіч Сташчанюк; нар. 23 лютого 1983, Улан-Уде, РРФСР) — білоруський футболіст, захисник.

## Клубна кар'єра
Вихованець клубу «Трудові резерви-РІПО». У 2001 зіграв 23 матчі та відзначився 6-ма голами за столичний клуб. Наступного року команда об'єдналася з мінським «Трактором» у клуб «Партизан» (Мінськ). Два сезони провів в оренді у слонімському «Комунальнику». У 2010 році став гравцем «Руденська». У січні 2011 року підписав 1-річний контракт з клубом польської другої ліги «Олімпії» (Ельблонг). З 2011 по 2013 роки грав за «Славію-Мозир» та «Сморгонь». Завершив кар'єру 2015 року в клубі «Узда».

## Кар'єра в збірній
У 2005 році провів 7 матчів за молодіжну збірну Білорусі, у футболці якої відзначився 1-м голом.

## Досягнення
МТЗ-РІПО (Мінськ)
- Кубок Білорусі
  -  Володар (2): 2004/05, 2007/08